# Richard Garfield
Richard Garfield (Nova York, 1966) és un professor de Matemàtiques i dissenyador de jocs estatunidenc. Ha dissenyat jocs de cartes com Magic: The Gathering, Netrunner, Battle Tech, Vampire: The Eternal Struggle (originalment conegut com a jyhad), El Gran Dalmuti, La Guerra de les Galàxies el Joc de Cartes Col·leccionables, Spectromancer i el joc de taula RoboRally. Magic: La Trobada és el seu joc més reeixit i el seu desenvolupament ho acredità a ell com el creador del gènere de jocs de cartes col·leccionables.

## Biografia
Garfield dissenyà el seu primer joc quan era un adolescent. Tenia un gran rang d'interessos, incloent el llenguatge i les matemàtiques. En 1985 es graduà com llicenciat en matemàtiques i computació. Entrà als Laboratoris Bell i treballà allí per un parell d'anys, però després decidí continuar amb els seus estudis i entrà a la Universitat de Pennsilvània en Filadèlfia.
Començà a dissenyar un joc dit Magic: The Gathering quan encara era un estudiant en els anys 80. Un grup d'assaig del joc de la "costa est", conformat en la seua majoria per estudiantes de Pensylvania, es formà al voltant del desenvolupament del joc. Mentre cercava un editor per al joc RoboRally, es trobà amb Peter Adkinson de la recent fundada Wizards of the Coast. Adkison acceptà publicar el seu joc de taula i expressà el seu interès en un joc com Magic, que els jocs duraren poc temps.
Garfield obtingué un doctorat en Matemàtica Combinatòria en Pennsilvània en 1993. Es convertí en professor de Matemàtiques en la Universitat de Whitman en Walla-Walla, Washington.
Magic: The Gathering se convertí tremendament popular després del seu llançament en 1993. Garfield deixà l'acadèmia per a entrar a Wizards of the Coast com dissenyador de temps complet al juny de 1994. Després de l'ascens del joc, Richard s'anà a viure a Kennewick, Washington.
«Richard Garfield, Ph.D.» és també el nom d'una carta del set de broma Unhinged de Magic: La Trobada. Aquest tema havia estat prèviament explorat amb la carta «Phelddagrif», un anagrama de «Garfield, Ph.D.».
Garfield encara contribueix esporàdicament a Magic: La Trobada, recentment com a part de l'equip que disseny de l'expansió de Ravnica en el 2005.
Garfield ha creat tres cartes de Magic, celebrant esdeveniments de la seua vida: Una carta cridada simplement «Proposal» (les cartes solament foren fetes en anglès) fou usada per a la seua proposta de matrimoni a Lily Wu durant un joc de Magic. El seu text diu: «Permet a Richard proposar-li matrimoni a Lily. Si la proposta és acceptada, ambdós jugadors guanyen; barregen les cartes en joc, barregen les biblioteques i els cementiris com un sol mall compartit». És popularment cregut que li prengué quatre jocs robar la carta a Richard, però la proposta fou finalment acceptada. Nou còpies de la carta foren fetes, i se li obsequiaren a col·legues i amics. Aparentment una de les cartes fou robada.
Les altres dos cartes «Splendid Genesis» i Fraternal Exaltation commemoren el naixement dels seus dos fills. Ambdues cartes foren impreses de la mateixa manera que totes. Diverses còpies de les cartes foren donades a amics i associats i són considerades d'extrema raresa entre els col·leccionistes.
Existeix una regla comunament acceptada entre els fans de Magic: La Trobada, i és que si Richard Garfield altera personalment una carta amb la seua mà, el canvi és permanent per a eixa carta en particular. Açò ha deslligat diverses llegendes urbanes. El fet que Garfield posseeix poders de déu en l'univers de Magic és immortalitzat en la carta, «Richard Garfield, Ph.D.»